# Stazioni ferroviarie di Bari
La città di Bari conta 33 stazioni e fermate ferroviarie attualmente in uso, di cui 11 gestite da Rete Ferroviaria Italiana (RFI), 4 da Ferrovie Appulo Lucane (FAL), 14 da Ferrovie del Nord Barese (FNB) e 4 da Ferrovie del Sud Est (FSE).

## Elenco delle stazioni

### Rete Ferroviaria Italiana
| Nome                          | Stato attuale | Tipologia                                                  | Linea                      |
| ----------------------------- | ------------- | ---------------------------------------------------------- | -------------------------- |
| Bari Centrale                 | In uso        | Stazione passante, di testa e di diramazione in superficie | Foggia-Lecce, Bari-Taranto |
| Bari Loseto                   | In uso        | Fermata passante in superficie                             | Bari-Bitritto              |
| Marconi                       | In uso        | Stazione passante in superficie                            | Foggia-Lecce               |
| Bari Palese Macchie           | In uso        | Stazione passante in superficie                            | Foggia-Lecce               |
| Bari Parco Sud                | In uso        | Stazione passante in superficie                            | Foggia-Lecce               |
| Bari Santa Rita               | In uso        | Stazione passante in superficie                            | Bari-Bitritto              |
| Bari Santo Spirito            | In uso        | Stazione passante in superficie                            | Foggia-Lecce               |
| Bari Torre a Mare             | In uso        | Stazione passante in superficie                            | Foggia-Lecce               |
| Bari Torre Quetta             | In uso        | Stazione passante in superficie                            | Foggia-Lecce               |
| Bari Villaggio del Lavoratore | In uso        | Stazione passante in superficie                            | Bari-Taranto               |
| Bari Zona Industriale         | In uso        | Stazione passante in superficie                            | Foggia-Lecce               |

### Ferrovie Appulo Lucane
| Nome                        | Stato attuale | Tipologia                       | Linea       |
| --------------------------- | ------------- | ------------------------------- | ----------- |
| Bari Centrale (FAL)         | In uso        | Stazione di testa sopraelevata  | Bari-Matera |
| Bari Scalo                  | In uso        | Stazione passante in superficie | Bari-Matera |
| Bari Policlinico            | In uso        | Stazione passante in superficie | Bari-Matera |
| Bari Zona Industriale (FAL) | Non in uso    | Stazione passante in superficie | Bari-Matera |

### Ferrotramviaria
| Nome               | Stato attuale | Tipologia                                        | Linea    |
| ------------------ | ------------- | ------------------------------------------------ | -------- |
| Bari Centrale (FT) | In uso        | Stazione di testa                                | FM1, FR1 |
| Quintino Sella     | In uso        | Stazione passante sotterranea                    | FM1, FR1 |
| Brigata Bari       | In uso        | Stazione passante in superficie                  | FM1, FR1 |
| Francesco Crispi   | In uso        | Stazione passante in superficie                  | FM1, FR1 |
| Fesca-San Girolamo | In uso        | Stazione passante e di diramazione in superficie | FM1, FR1 |
| Tesoro             | In uso        | Stazione passante in viadotto                    | FM1      |
| Cittadella         | In uso        | Stazione passante in superficie                  | FM1      |
| San Gabriele       | In uso        | Stazione passante sotterranea                    | FM1      |
| Ospedale           | In uso        | Stazione passante sotterranea                    | FM1      |
| Cecilia            | In uso        | Stazione di testa sotterranea                    | FM1      |
| Europa             | In uso        | Stazione passante sotterranea                    |          |
| Aeroporto          | In uso        | Stazione passante sotterranea                    |          |
| Palese             | In uso        | Stazione passante in superficie                  | FR1      |
| Macchie            | In uso        | Stazione passante in superficie                  | FR1      |

### Ferrovie del Sud Est
| Nome                  | Stato attuale | Tipologia                                        | Linea                |
| --------------------- | ------------- | ------------------------------------------------ | -------------------- |
| Bari Sud Est          | In uso        | Stazione passante in superficie                  | Bari-Taranto         |
| Mungivacca            | In uso        | Stazione passante in superficie e di diramazione | Bari-Taranto         |
| Bari Ceglie-Carbonara | In uso        | Stazione passante in superficie                  | Mungivacca-Putignano |
| Bari La Fitta         | In uso        | Stazione passante in superficie                  | Mungivacca-Putignano |